# Dysphania palmyraria
Dysphania palmyraria là một loài bướm đêm trong họ Geometridae.